# Большая Куберле
Большая Куберле — река в России, протекает в Мартыновском, Зимовниковском и Орловском районах Ростовской области.
Устье реки находится в 293 км по левому берегу реки Сал. Длина реки составляет 133 км. Площадь водосборного бассейна — 1960 км². Имеет левый приток Двойная, впадающий в 46 км от устья.

## Данные водного реестра
По данным государственного водного реестра России относится к Донскому бассейновому округу, водохозяйственный участок реки — Сал, речной подбассейн реки — Бассейн притоков Дона ниже впадения Северского Донца. Речной бассейн реки — Дон (российская часть бассейна).
Код объекта в государственном водном реестре — 05010500112107000015780.